# Ligne 7 du métro de New York
Pour les articles homonymes, voir Ligne 7.
La 7 Flushing Local et la 7 Flushing Express sont deux lignes (au sens de dessertes ou services en anglais) du métro de New York offrant des services local et express. Depuis 1979, leur emblème (bullet en anglais) est de couleur violette étant donné qu'elles circulent sur l'ancienne IRT Flushing Line sur l'ensemble de leur tracé à Manhattan. En effet elles sont issues du réseau de l'ancienne Interborough Rapid Transit Company (IRT) et rattachées à la Division A (type de gabarit). Elles relient le quartier de Flushing dans l'arrondissement du Queens, à Times Square dans l'arrondissement de Manhattan en passant sous l'East River. 
La ligne 7 circule en tout temps entre Flushing – Main Street dans Queens et 34th Street – Hudson Yards dans Chelsea, Manhattan. Le service local, dénoté par un (7) dans un emblème circulaire, est en service en tout temps, alors que le service express, dénoté par un <7> dans un emblème en forme de losange, ne circule que durant les heures de pointe et tôt le matin dans le sens de la pointe ainsi que lors d'événements spéciaux. 
La desserte 7 est omnibus (arrêts dans toutes les stations, y compris les stations secondaires) mais du lundi au vendredi, et lors d’événements sportifs de grande ampleur dans le Queens, (US Open, match de New York Mets) une desserte expresse (désignée par un logo carré incliné <7>) est mise en place. La desserte express ne fonctionne que dans la direction la plus encombrée, c'est-à-dire du Queens vers Manhattan entre 06h30 et 09h30, puis de Manhattan vers le Queens entre 15h30 et 22h00 en semaine. Une desserte expresse est également disponible en direction du Queens les jours de matchs des Mets au Citi Field. Pour distinguer les trains express des trains locaux, les rames de la ligne 7 sont pourvues de signaux lumineux rouges et verts, de forme carrée (service express) ou ronde (service local).
La ligne 7 se voit parfois officieusement attribuer le nom d'International Express en raison de la diversité ethnique des quartiers qu'elle traverse, notamment dans le Queens le long de Roosevelt Avenue.

Ancien icône de la ligne 7 de 1967 jusqu'en 1979.

## Stations
| Légende | Légende                                                   |
| ------- | --------------------------------------------------------- |
|         | Sert toujours cette station                               |
|         | Sert toujours cette station, sauf la nuit                 |
|         | Service limité                                            |
|         | Sert cette station durant la nuit                         |
|         | Sert toujours cette station, sauf aux heures de pointe    |
|         | Sert cette station durant les heures de points            |
|         | Sert cette station durant la semaine                      |
|         | Sert cette station durant la nuit et les fins de semaines |
|         | Sert cette station durant les fins de semaines            |

|           | Station                         | Horaires | Correspondances               |
| --------- | ------------------------------- | -------- | ----------------------------- |
| Queens    |                                 |          |                               |
|           | Flushing – Main Street          | Toujours | Long Island Railroad          |
|           | Mets – Willets Point            | Toujours | Long Island Railroad          |
|           | 111th Street                    | Toujours |                               |
|           | 103rd Street-Corona Plaza       | Toujours |                               |
|           | Junction Boulevard              | Toujours | (<7>)                         |
|           | 90th Street-Elmhurst Avenue     | Toujours |                               |
|           | 82nd Street-Jackson Heights     | Toujours |                               |
|           | 74th Street-Broadway            | Toujours | (<7>) · (E) · (F) · (M) · (R) |
|           | 69th Street                     | Toujours | (<7>)                         |
|           | 61st Street-Woodside            | Toujours | Long Island Railroad          |
|           | 52nd Street                     | Toujours | (<7>)                         |
|           | 46th Street-Bliss Street        | Toujours | (<7>)                         |
|           | 40th Street-Lowery Street       | Toujours | (<7>)                         |
|           | 33rd Street – Rawson Street     | Toujours | (<7>)                         |
|           | Queensboro Plaza                | Toujours | (<7>) · (N) · (W)             |
|           | Court Square                    | Toujours | (<7>) · (E) · (M) · (G)       |
|           | Hunters Point Avenue            | Toujours | Long Island Railroad          |
|           | Vernon Boulevard-Jackson Avenue | Toujours | Long Island Railroad          |
| Manhattan |                                 |          |                               |
|           | 42nd Street-Grand Central       | Toujours | Metro-North Railroad          |
|           | Fifth Avenue-Bryant Park        | Toujours | (<7>) · (B) · (D) · (F) · (M) |
|           | Times Square – 42nd Street      | Toujours | Port Authority Bus Terminal   |
|           | 34th Street – Hudson Yards      | Toujours | (<7>)                         |

## Exploitation

### Fréquence
La ligne 7 fonctionne 24h/24h tous les jours de la semaine, toute l’année. 
Tous les trains express deviennent locaux après 21h et jusqu’à 5h.
La fréquence moyenne entre deux trains est de 2 minutes en heure de pointe et de 6 minutes en heure creuse. Il y a en moyenne un train express toutes les 10 minutes dans chaque sens en heure de pointe.
La durée moyenne d’un trajet entre 34th Street-Hudson Yards et Flushing-Main Street est de 40 minutes pour un train local et de 30 minutes pour un train express. 

### Matériel roulant
Exploité jusqu’au milieu des années 2010 pour des rames R62A datant de 1984, elles furent remplacées lors du prolongement jusqu’à Hudson Yards par des rames kawasaki R188 construites en 2011.

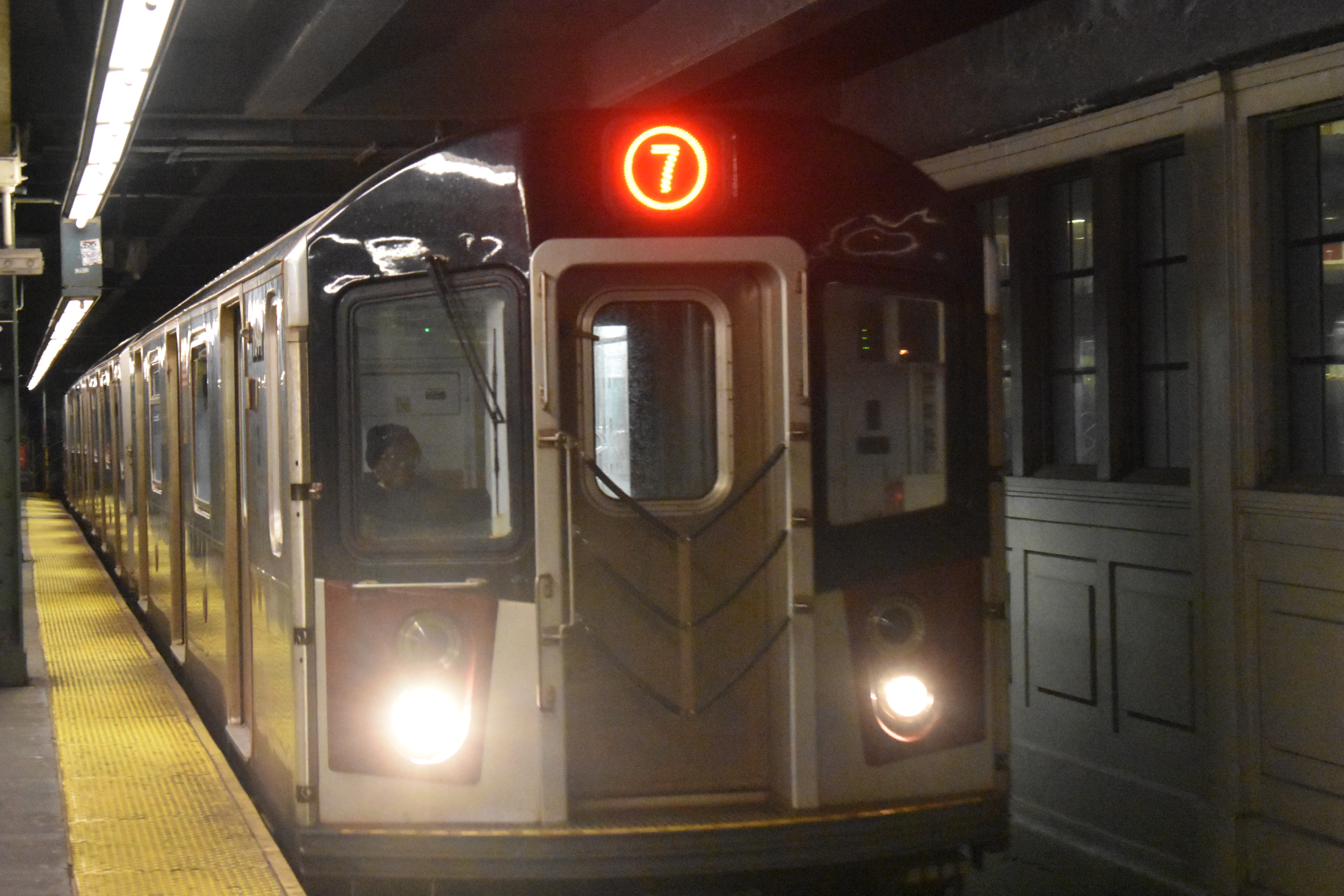
Rame kawasaki R188 sur la ligne 7.

## Prolongement envisagé

### À l’Ouest
Un projet de longue date envisageait l’hypothèse de prolonger la ligne 7 au delà de Hudson Yards en lui faisant traverser l’Hudson pour gagner le New Jersey et Secaucus. Elle serait la première ligne du métro de New York à quitter la ville de New York et à desservir les denses banlieues de l’État voisin. 
Malgré un vif engouement, ce projet ne verra sans doute jamais le jour, la ville et l’État de New Jersey privilégiant une augmentation de la capacité du Port Authority Trans-Hudson, choix moins coûteux et faisable à plus court terme.
Il est plus probable que la ligne soit prolongée plus au sud, jusqu’à Chelsea.

### À l’Est
Il est parfois envisagé de prolonger la ligne au-delà de Flushing, notamment jusqu’à Murray Hill via le Northern Boulevard.
Bien que ce projet soit prévu depuis le milieu du XXe siècle, il est loin d’être prioritaire.

## Tourisme
La ligne n’est pas la plus touristique du réseau mais, de par son parcours à travers Manhattan et le Queens, elle dessert néanmoins de nombreux lieux touristiques. 

### À Manhattan
• Le Javits Center et le nouveau quartier de Hudson Yards avec la station 34th St-Hudson Yards.
• Times Square et plus largement Midtown à la station Times Square – 42nd Street.
• Bryant Park et la cinquième Avenue à la station 5th Avenue.
• La gare de Grand Central Terminal et à plus grande distance le quartier général des Nations unies à la station Grand Central-42nd Street.

### Dans le Queens
• Long Island City via les stations Court Square, et Queensboro Plaza.
• Le New York Hall of Science et le Zoo du Queens via la station 111th Street.
• Le stade Citi Field et l’Unisphere à la station Mets Willets Point.
• Le quartier chinois de Flushing à la station Flushing-Main Street.

La ligne 7 est en outre très populaire dans le Queens auprès des touristes car elle est presque entièrement aérienne.